# 新那加站
新那加站（日语：／ Shin-nake eki */?）是位於岐阜縣各務原市那加新那加町，名古屋鐵道（名鐵）的各務原線車站。車站編號為KG10。此站設有許多班次進行列車類別變更，在日間半數列車會在此站變更列車類別（往岐阜變為普通，往犬山變為急行）。此站沒有渡線或引上線，通常沒有列車以此為終點站，但是在航空自衛隊岐阜基地舉行航空祭期間，會設有臨時急行班次從此站前往犬山方向（在這情況，列車會在名鐵岐阜站折返）。

## 歷史
- 1926年（大正15年）
  - 1月21日 - 各務原鐵道安良田站（位於名鐵岐阜站至田神站之間的車站，現已廢止）至補給部前站（現時為三柿野站）開通，此站啟用，當時名為各務野站（日语：／）[1]。
  - 7月7日 - 改名為新那加站（日语：／）（「那」字為舊字體）[2]。
- 1935年（昭和10年）
  - 3月28日 - 各務原鐵道合併至名岐鐵道，成為名岐鐵道車站。
  - 8月1日 - 公司改名為名古屋鐵道，成為名古屋鐵道車站。
- 1967年（昭和42年）3月26日 - 成為業務委託車站直至1985年（昭和60年）2月28日。
- 1971年（昭和46年）
  - （日期不詳）車廠廢止。
  - 3月27日 - 新那加站大廈竣工[3]。在大廈內的名鐵商店（後來為Pare Marche（日语：パレマルシェ））新那加店開業[4]。車站業務委托名鐵商店[3]。
- 1985年（昭和60年）3月1日 - 與名鐵商店的委託業務解約[5]。
- 1987年（昭和62年）12月18日 - 地底車站大樓完成[6]。
- 2000年（平成12年）2月20日 - 車站大廈的名鐵Palais結業[7]。
- 2005年（平成17年）1月29日 - 車站改名為「新那加站」，「那」使用現時的日本漢字字體[2]。
- 2006年（平成18年）12月16日 - 車站可以使用交通儲值卡「Trans Pass（日语：トランパス (交通プリペイドカード)）」。
- 2011年（平成23年）2月11日 - 車站可以使用「manaca」IC卡。
- 2012年（平成24年）2月29日 - 車站不可使用交通儲值卡「Trans Pass」。

## 車站構造
車站為一座地面車站，設有1面2線的島式月台，可容納8卡車廂。為有人車站。閘口與月台之間設有2座樓梯。從前車站大樓上蓋為名鐵Palais那加店後來名鐵Palais結業同時折毀。車站沒有電梯與升降機。
現時，車站正在進行無障礙工程，月台縮短至只可容納6卡車廂。此外，月台東邊的樓梯關閉。在地底閘口旁設有男女廁所。在地底通道東邊樓梯上面設有往各務原AEON Mall的巴士站。在西邊樓梯設有名鐵協商的停車場。
| 月台 | 路線     | 上下行 | 方向         |
| ---- | -------- | ------ | ------------ |
| 1    | 各務原線 | 下行   | 犬山方向     |
| 2    | 各務原線 | 上行   | 名鐵岐阜方向 |

### 配線圖
| ← 名鐵岐阜方向  | 名古屋鐵道 新那加站 站內配線略圖 | → 新鵜沼、 犬山方向 |
| 图例 参考文献： |                                  |                     |

此站曾設有設有連接線連接高山本線那加站，以讓陸軍運送物資往各務原飛行場。在戰後由美軍佔領的時代中，使用了DED8500形運送。
| ← 岐阜方向 ← 新岐阜方向 | 那加站、新那加站（600伏特時代） 站內配線略圖 | → 鵜沼、高山方向 → 新鵜沼・ 犬山方向 |
| 图例 参考文献：         |                                              |                                      |

## 使用狀況
- 在中提及在2013年度，當時1日平均上下車人次為3,296人，在名鐵所有車站（275站）排名第128，各務原線（18站）中排名第5[11]。
- 在中提及在1992年度，當時1日平均上下車人次為5,991人，除岐阜市內線均一車費區間內各站（岐阜市內線、田神線、美濃町線徹明町站至琴塚站之間）外名鐵所有車站（342站）中排名第71，各務原線（18站）中排名第3[12]。
- 在的1日平均乘車人次中，2008年度為1,731人，2009年度為1,616人。
- 在各務原市統計資料中，2011年度的1日平均乘車人次為1,688人。

此站使用人次近年下跌，但是鄰近的JR那加站卻有輕微增加。

## 車站周邊
- 那加站 - 東海旅客鐵道（JR東海）高山本線
- 各務原市綜合体育館（日语：各務原市総合体育館）
- 岐阜縣立各務原西高等學校（日语：岐阜県立各務原西高等学校）
- 橫山醫院
- 超級淺野屋
- 舊中山道
- AEON Mall各務原（日语：イオンモール各務原）

## 巴士路線
- 各務原市接觸巴士（日语：各務原市ふれあいバス）「新那加站」巴士站
  - 那加線
    - 尾崎購物中心、AEON Town前方向
    - 各務原市役所前站方向

  - 川島線
    - AEON Mall各務原（日语：イオンモール各務原）、河川環境樂園（日语：河川環境楽園）、松倉公民館前方向
- 岐阜巴士（日语：岐阜乗合自動車） 「新那加站北口」巴士站
  - AEON Mall各務原線（AEON各務原購物中心（日语：イオン各務原ショッピングセンター）穿梭巴士）
    - AEON Mall各務原（日语：イオンモール各務原）方向

※所有車費100日圓

## 相鄰車站
名古屋鐵道
  各務原線
□快速急行、■急行
切通（KG14）－新那加（KG10）－各務原市役所前（KG08）
■普通
新加納（KG11）－新那加（KG10）－市民公園前（KG09）

## 外部連結
- 新那加 - 名古屋鐵道